# 2009快樂女聲
快樂中國·步步高音樂手機·快樂女聲是中國湖南衛視於2009年5月1日起舉辦的大眾歌唱選秀比賽，其前身為2004年起連續舉辦三年三屆的超級女聲，後因推出快樂男聲的關係而停办，直至2009年才重新啟動賽事。所有參賽者必須為年滿十八周歲的女性中華人民共和國公民，而本年度更是首次接受外籍選手報名參賽。快樂女聲於2009年5月24日起在湖南衛視、湖南经视综合频道、湖南娛樂頻道首播，由步步高音樂手機冠名贊助播出，口號設為：「想唱就唱，唱得響亮」。

## 收视及影响
2009年度“快乐女声”一共有15万人报名参赛，上星后十场总决赛直播，均以绝对优势稳居中国大陆同时段电视节目收视率第一名，市场份额达到44.36%，在晚间22:00点段，观众规模累计达到2.3亿。截至目前，网络数据也相当惊人，搜索“快乐女声”四个字，相关网页超过1200万，网络留言评论上亿，“这些不完全的数据，印证着快乐女声巨大的品牌影响力。

## 比賽賽制

### 突圍賽
- 時間：2009年6月9日至2009年6月18日
- 300進60賽制：比賽分六場進行，選手賽前經過抽籤取得各自編號。第一輪，五十人分十組，每組五人輪流演唱。評委對每組選手進行點評，宣佈晉級、待定或淘汰，但整輪的直接晉級名額不得超過四個人。五十人演唱完畢，評委經過商議再次宣佈部分淘汰，部分晉級，仍然待定的選手進入第三輪。第三輪，待定選手進行分組演唱。所有待定選手演唱完畢後，評委集中宣佈淘汰或晉級。至此綜合六場，全國六十強晉級選手全部產生。
- 60進20賽制：比賽分兩場進行，選手賽前經過抽籤進行分組和取得各自的編號。第一輪，三十位選手分為六組，每組五人分別演唱後，評委宣佈表現最優秀的一位進入安全區，最不理想的一位淘汰，其餘三位進入危險區。六組選手全部演唱完畢，評委綜合考量後再次宣佈，安全區的選手晉級或待定，危險區的選手待定或淘汰，而其餘待定選手將會進入第三輪的演唱。第三輪，待定選手進行分組演唱。在所有待定選手演唱完畢後，評委集中宣佈淘汰或晉級。至此綜合兩場，全國二十強晉級選手全部產生。

### 十強賽
- 時間：2009年6月26日至2009年9月4日
- 10進7(第一、二場)賽制：第一輪積分排位賽，十位選手按照序號順序演唱。演唱完畢由大眾評審團、專業評審團和專家評委共同打分，總分一百分，按照選手積分排列產生第一到第十名。第二輪封面女聲爭奪賽，首輪排名前四位的選手根據車輪戰決出該周電子唱片封面女聲。第三輪搶七換位賽，積分排名最末的第八、九、十名選手，通過搶擂挑戰排名第五、六、七名的選手，如果挑戰成功，雙方交換排名，最終產生該周排名最末的三名選手。
- 10進7(第三場)賽制：第一輪四人淘汰PK賽，前兩場積分賽排名最末三名的選手(共四人)按照序號順序兩兩PK，兩位負者進入終極對決。終極對決由其中一組大眾評審團投票，票低者淘汰，票高者安全。第二輪九人積分排位賽，九位選手按照序號倒序演唱。演唱完畢由大眾評審團、專業評審團和專家評委共同打分，總分一百分，按照選手積分排列產生第一到第九名。分數最高兩位選手直接晉級，當中彩鈴下載量較高者就成為封面女聲。積分排名最末的選手將和專家評委在待定六人中選出的一名較弱的選手進入終極對決。終極對決由其中一組大眾評審團投票，票低者淘汰，票高者安全。第三輪搶擂PK賽，待定六人進行搶擂，第一位搶到的選手可選一人PK，由專業評審團投票決定勝負。三位勝者晉級，三位負者繼續待定。專家評委根據此輪表現，在待定三人中商議選出表現最強的一人晉級，其餘兩人進入終極對決。終極對決由其中一組大眾評審團投票，票低者淘汰，票高者晉級。最終產生快樂女聲全國七強。
- 7進6賽制：第一輪七人挑戰賽，選手互挑對手兩兩挑戰，上周封面女聲獲得優先挑選權，評委舉牌決定勝負，勝者過關，負者待定，由此產生三位過關，四位待定。第二輪封面女聲爭奪賽，過關三人按號碼從小到大輪流演唱，三方評委打分。三人演唱完畢，產生排位，分數最高者就成為封面女聲並且直接晉級。第三輪反向車輪賽，待定六人進行搶擂，第一位搶到的成為擂主，首先演唱，然後五位選手繼續搶擂，專業評審團投票決定勝負，負者留在台上接受下一位搶擂選手的挑戰。最後留在台上的選手進入終極對決，同時專家評委根據此輪表現，在待定五人中商議選出表現最弱的一人進入終極對決，其餘四人晉級。第四輪終極對決，由其中一組大眾評審團投票，票低者淘汰，票高者晉級。最終產生快樂女聲全國六強。
- 6進5賽制：第一輪六人分組對決賽，上周的封面女聲前兩名分別擔任隊長，輪流挑選隊友，組成紅、藍兩隊，兩兩對決，由專家評委舉牌決定勝負，三局兩勝，獲勝隊伍選手全部過關。失敗隊伍三人中，評委挑選表現最好的一位過關，其餘兩位待定並進行對決，由其中一組大眾評審團投票，票數低者直接進入終極對決。第二輪封面女聲爭奪賽，過關四人按號碼從小到大輪流演唱，三方評委打分，分數最高者成為封面女聲並且直接晉級快樂女聲全國五強，其餘選手繼續待定。第三輪四人搶擂對決戰，待定四人進行搶擂，兩兩對決，由專業評審團投票決定勝負。兩位勝者晉級，兩位負者繼續待定。第四輪終極對決，首先進入終極對決的選手，在兩名待定選手中選擇一位成為自己的對手，另一位被保送進入全國五強。終極對決由其中一組大眾評審團投票，票低者淘汰，票高者晉級。最終產生快樂女聲全國五強。
- 5進4賽制：第一輪反向車輪戰，五位選手分別和五位快男搭擋，搶擂決定演唱順序，專家評委舉牌評出表現最差一人進入危險區，其餘四人過關。第二輪晉級爭奪戰，過關四人按號碼從小到大輪唱，三方評審打分，分數最高者直接晉級並成為封面女聲，其餘選手待定。第三輪自我拯救對決戰，危險區選手從待定三人中選擇一位挑戰，全體大眾評審舉牌投票，票少一方進入終極對決。第四輪待定三人車輪戰，待定三人進行車輪戰，由專業評審團投票決定勝負，選出一人晉級，兩人繼續待定。第五輪終極對決，首先進入終極對決的選手，在兩名待定選手中選擇一位成為自己的對手，另一位被保送進入全國四強。終極對決由其中一組大眾評審團投票，票高者晉級，票低者淘汰。由此產生全國四強。
- 4進3賽制：第一輪自選對手對決戰，四位選手自主選擇對決對手，兩兩對決，專家評委決定產生三位過關，一位待定。第二輪四強反向車輪戰，三位過關選手依次進行反向車輪戰，由專業評審投票產生最弱一位，接受待定選手挑戰，失敗者直接進入終極對決，其餘三人過關。第三輪晉級爭奪戰，過關三人依次演唱，三方評委打分，分數最高者首位晉級全國三強並成為本周封面女聲。第四輪終極對決，兩位待定選手將接受其他十強選手共計七人的投票，票高者晉級，票低者進入終極對決，每人一百秒演唱之後，由其中一組大眾評審團投票，票高者晉級，票低者淘汰。全國三強誕生。

## 賽事进程
比賽分三個階段：
- 第一階段：全國預選賽
- 第二階段：突圍賽
- 第三階段：十強賽

Template:2009年度快樂中國·步步高音樂手機·快樂女聲比賽賽程表

## 全国300强名单

### 中心赛区
| 赛区     | 选手 |
| -------- | --- |
| 成都赛区 | *江映蓉、黄英、郁可唯、潘虹樾、唐宁、喻佳丽、董怡菲、曾思璇、王艾琪、董绪 - 胥冰瑶、胡洁、王魏、刘孟娇、王玺然、刘畅、何莲艳、于翀 - 李杨璐、汤茜、王梓、马睿、曲尼次仁 |
| 西安赛区 | *陈慧娟、蔡梦、尹姝贻、王佳、江雁、王艺坛、樊蓓蓓、齐雅、马诗蔓、李思玥 - 高琪、石宇薇、郝蓓、佟晓萌、顾冰婷、彭雪、李娟、李欣一、秦萁蔓、苏雯婧                        |
| 长沙赛区 | *李媛希、夏文婧、杨菲洋、谷微、陆霏霏、左雪琴、月亮、张晓洁、张萌、李欣 - 宋希、李岚、何亚檑、张乐添、钟珺、邓晓嘉、邹施如、李金伶、何良琼、史嘉颖                      |
| 沈阳赛区 | *曾轶可、彭靖、张姣阳、洪辰、王飞雪、孙靖、周美彤、高娜娜、赵硕、道巴音 - 王萌、李晓旭、巩贺、张立伟、周璇、赵雨彤、李妍、付悦、邢巧玉、樊聪聪                          |
| 广州赛区 | *刘惜君、刘美含、莫沉、易易紫、赵迺吉、黄菁、王蔷、赖李环、陶银利、文诗奇 - 肖欣琴、卡璐(美国)、吴碧花、赵雪、叶敏、黄姗姗、陈莉莎、李悦、赵梓含、刘悦                  |
| 南京赛区 | *潘辰、张佑方(台湾)、张梦儿、王庆庆、安宏燕、倪微晨、张栩嘉、马沂茹、尹王雪、钱裕嘉 - 乌日雅、陶然、朱妍、周圆、任吉、龚惠                                              |

### 加油赛区
| 赛区       | 选手                                                                                 |
| ---------- | ------------------------------------------------------------------------------------ |
| 武汉赛区   | 陈思婷、黄政、涂帆、王明芬、徐梓涵、代欢、王贝、马婧、严莉娜、周茜                   |
| 南宁赛区   | 谈莉娜、张艺潇、黎秋香(越南)、韦娜、何彬、刘君虹、张赢元、周小丹、华悦、徐爱丽(印尼) |
| 贵阳赛区   | 沈丹丹、周煜翎、胡鑫玥、陈洁艺、赵雨洁、邓玲琳、张奕菲、徐驰、吴雅琪、柳媛柳萍       |
| 昆明赛区   | 和秋香、王蒙、阮兆辰、耿薇、普睿瑾、刀小娟、苏杨、傅榆婷、张玮伽、陈曦               |
| 杭州赛区   | 姚遥、李方丁、关嬴、解惠清、朱彦瑾、马慧婕、郭梦秋、蔡礼梅、刘慧、朱家乐             |
| 太原赛区   | 程晨、陶乐、马梓涵、冉亦尘、田丹、殷婧、郭晶晶、刘欢欢、向红、宋丹宋凡               |
| 济南赛区   | 李妮妮、熊军、路阳阳、李冉、崔雪、葛溪、王梦、张陈、张嘉轩、王子                     |
| 哈尔滨赛区 | 王志心、徐浈棋、尹玉、马冬薇、杨昆紫、程雨晴、刘佳、李汶雯、张珊珊、袁雁莹           |
| 郑州赛区   | 贡米、赵莹、郭娱孜、雷霓、孟蒙、孙亚男、何梦洁、刘璐宁、张歌、刘芝彤                 |
| 南昌赛区   | 陈一玲、张亦鎏、谢璐、聂玉婷、张心迪、魏薇、汪潇                                     |
| 兰州赛区   | 李霄云、林鑫、王琼、丁俐文、冯帅、赵珊珊、李苗、英笑缇                               |
| 石家庄赛区 | 丁爽、余虹婷、毛逸少、周诗、蒋亦煊、唐璐璐、褚丽丽                                   |

### 网络赛区
| 赛区       | 选手                                                                          |
| ---------- | ----------------------------------------------------------------------------- |
| 金鹰直通区 | 大春子、刘欣、潘思贝、王璐璐、祝美美、王梦然、林绫、胡维纳、Mo&Na、DreamGirls |
| 百度直通区 | 任曦、陈露莎、陈姿彤、肖翊歌、刘伊影、薛峰、杨欣仪、陈曦、张勤琴、胡艺佳      |
| 新浪直通区 | 杨梓、罗震环、张娜、徐子轶、孙静儿、张璐、裴婷婷、廖中秀、董园静、石珍珍      |
| 网易直通区 | 胡绮雯、雷悦、魏佳艺+韩影、刘浩婷、董莹、何文莉、黄杨、张熹、金梦、沈惠琳     |
| 腾讯直通区 | 文筱芮、郑凡、董贞、邹琛玮、胡苑清、姜醇、陈梓童、邵慧明、刘晓欧、李晓慧      |
| 搜狐直通区 | 陈艺露、李娜莎、左佳、杨媚、胡丹、王泓漓、叶梦晖、任飞灵、潘慧辉、杨艺灵      |

### 复活直通区
全国24个赛区（中心、加油站、网络赛区）合作媒体各自从已经淘汰的选手中分别推荐3位选手给全国突围赛导演组，最后全国突围赛导演组根据以往表现和网络人气综合决定选出4人进入全国300强参与突围赛的选拔。
- 复活直通区复活的4位选手为：黄思思(成都赛区)、冼璠(南宁赛区)、黄锶骐(广州赛区)、吴琴(广州赛区)

## 全國十強
- 08號，李媛希，長沙賽區（第十名）
- 01號，曾軼可，沈陽賽區（第九名）
- 02號，潘虹樾，成都賽區（第八名）
- 05號，潘辰，南京賽區（第七名）
- 07號，談莉娜，南寧賽區（第六名）
- 06號，劉惜君，廣州賽區（第五名）
- 03號，郁可唯，成都賽區（第四名）
- 04號，黃英，成都賽區（季軍）
- 10號，李霄雲，蘭州賽區（亞軍）
- 09號，江映蓉，成都賽區（冠軍）

## 入圍次序
| 全國總決賽 | 全國總決賽   | 全國總決賽   | 全國總決賽   | 全國總決賽   | 全國總決賽   | 全國總決賽   | 全國總決賽   | 全國總決賽   | 全國總決賽 | 全國總決賽   | 全國總決賽   |
| ---------- | ------------ | ------------ | ------------ | ------------ | ------------ | ------------ | ------------ | ------------ | ---------- | ------------ | ------------ |
| No.        | 10 > 7A 7.17 | 10 > 7B 7.24 | 10 > 7C 7.31 | 07 > 06 8.07 | 06 > 05 8.14 | 05 > 04 8.21 | 04 > 03 8.28 | 03 > 01 9.04 | No.        | 18 > 15 6.26 | 15 > 10 7.03 |
| 1.         | 郁可唯       | 郁可唯       | 黃英         | 李霄雲       | 李霄雲       | 江映蓉       | 江映蓉       | 江映蓉       | 11.        |              | 大春子       |
| 2.         | 李霄雲       | 江映蓉       | 江映蓉       | 江映蓉       | 劉惜君       | 黃英         | 李霄雲       | 李霄雲       | 12.        |              | 王志心       |
| 3.         | 劉惜君       | 潘辰         | 劉惜君       | 黃英         | 郁可唯       | 李霄雲       | 黃英         | 黃英         | 13.        |              | 楊梓         |
| 4.         | 江映蓉       | 劉惜君       | 郁可唯       | 劉惜君       | 黃英         | 郁可唯       | 郁可唯       |              | 14.        |              | 程晨         |
| 5.         | 潘虹樾       | 潘虹樾       | 潘辰         | 談莉娜       | 江映蓉       | 劉惜君       |              |              | 15.        |              | 劉美含       |
| 6.         | 曾軼可       | 李霄雲       | 李霄雲       | 郁可唯       | 談莉娜       |              |              |              | 16.        | 張佑方       |              |
| 7.         | 談莉娜       | 談莉娜       | 談莉娜       | 潘辰         |              |              |              |              | 17.        | 莫沉         |              |
| 8.         | 李媛希       | 黃英         | 潘虹樾       |              |              |              |              |              | 18.        | 陶樂         |              |
| 9.         | 黃英         | 李媛希       | 曾軼可       |              |              |              |              |              | 19.        | 張夢兒       |              |
| 10.        | 潘辰         | 曾軼可       | 李媛希       |              |              |              |              |              | 20.        | 唐寧         |              |

  該參賽者勝出比賽
  該參賽者為本周封面女聲
  該參賽者換位成功
  該參賽者被淘汰
  該參賽者退出比賽

## 封面女聲電子專輯
| 周冠軍：03號 郁可唯《如果雲知道》 第二名：10號 李霄雲《說走就走》 第三名：06號 劉惜君《祝福》 第四名：09號 江映蓉《表白》 第五名：02號 潘虹樾《愛是懷疑》 | 第六名：01號 曾軼可《複習小情歌》 第七名：07號 談莉娜《特務J》 第八名：08號 李媛希《海芋戀》 第九名：04號 黃英《彩雲追月》 第十名：05號 潘辰《My Happy Ending》 |

| 周冠軍：09號 江映蓉《When I Grow Up》 第二名：03號 郁可唯《玫瑰玫瑰我愛你》 第三名：06號 劉惜君《南海姑娘》 第四名：05號 潘辰《煩》 第五名：02號 潘虹樾《So What》 | 第六名：10號 李霄雲《浪花一朵朵》 第七名：07號 談莉娜《看我七十二變》 第八名：04號 黃英《娜魯灣情歌》 第九名：08號 李媛希《你的微笑》 第十名：01號 曾軼可《Good Night》 |

| 周冠軍：04號 黃英《太陽出來喜洋洋》 第二名：09號 江映蓉《High歌》 第三名：03號 郁可唯《絨花》 第四名：06號 劉惜君《萬水千山總是情》 第五名：05號 潘辰《謝謝儂》 | 第六名：10號 李霄雲《至少還有你》 第七名：07號 談莉娜《熱辣媚娘》 第八名：02號 潘虹樾《一樣的月光》 第九名：01號 曾軼可《旅行的意義》 第十名：08號 李媛希《打起手鼓唱起歌》 |

| 周冠軍：10號 李霄雲《白樺林》 第二名：09號 江映蓉《We are together》 第三名：04號 黃英《踏浪》 第四名：06號 劉惜君《野百合也有春天》 第五名：07號 談莉娜《快樂寶貝》 | 第六名：03號 郁可唯《B小調雨後》 第七名：05號 潘辰《橄欖樹》 |

| 周冠軍：10號 李霄雲《爸爸給的堅強》 第二名：06號 劉惜君《親愛的小孩》 第三名：03號 郁可唯《回家》 第四名：04號 黃英《卓瑪》 第五名：09號 江映蓉《姐，你睡了吧》 | 第六名：07號 談莉娜《不想長大》 |

| 周冠軍：09號 江映蓉&张杰《Love Magic》 第二名：04號 黃英&吉杰《婚誓》 第三名：10號 李霄雲&蘇醒《紅豆》 第四名：03號 郁可唯&魏晨《天下有情人》 第五名：06號 劉惜君&俞灏明《深情相擁》 |

| 周冠軍：09號 江映蓉《Jai Ho》 第二名：10號 李霄雲《改變自己》 第三名：04號 黃英《回到拉薩》 第四名：03號 郁可唯《十字街頭》 |

| 冠軍：09號 江映蓉《野》 亞軍：10號 李霄雲《沉澱》 季軍：04號 黃英《映山紅》 |

## 比賽數據
- 參賽者總數：20
- 首名入圍最多次數的參賽者：郁可唯、江映蓉、李霄雲（2次）
- 連續首名入圍最多次數的參賽者：郁可唯、江映蓉、李霄雲（2次）
- 進入終極對決最多次數的參賽者：郁可唯、黃英（3次）
- 連續進入終極對決最多次數的參賽者：郁可唯（2次）
- 成為封面女聲最多次數的參賽者：江映蓉（4次）
- 連續成為封面女聲最多次數的參賽者：江映蓉（3次）
- 換位成功最多次數的參賽者：李霄雲（2次）

## 全国巡演
| 日期           | 演唱会 | 地点             | 城市之星       |
| -------------- | ------ | ---------------- | -------------- |
| 2009年10月7日  | 上海站 | 上海大舞台       | 李霄云         |
| 2009年10月10日 | 长春站 | 长春五环体育馆   | /              |
| 2009年10月18日 | 温州站 | 温州体育馆       | /              |
| 2009年10月23日 | 株洲站 | 株洲体育中心     | 郁可唯         |
| 2009年10月30日 | 北京站 | 北京工人体育馆   | 李霄云         |
| 2009年10月31日 | 成都站 | 四川省体育馆     | 江映蓉         |
| 2009年11月14日 | 扬州站 | 扬州体育场       | /              |
| 2009年12月19日 | 广州站 | 广州新体育馆     | 刘惜君、李霄云 |
| 2010年1月9日   | 南京站 | 南京五台山体育馆 | /              |
| 2010年1月23日  | 昆明站 | 昆明体育场       | /              |
| 2010年2月3日   | 岳阳站 | 岳阳体育中心     | /              |
| 2010年5月22日  | 重庆站 | 重庆长寿体育中心 | /              |

## 節目變遷
| 前一届： 2007快乐男声 | 快乐女声 5月1日－9月4日 | 下一届： 2010快乐男声 |